# Schotse Ritus van 1962
De Schotse Ritus van 1962 of Gerenoveerde Schotse Ritus, ook wel onterecht gereduceerd tot Schotse Ritus, is een adogmatische variatie op de Aloude en Aangenomen Schotse Ritus, een van de twee wereldwijd veelgebruikte vrijmetselaarsriten die vooral in de hogere gradenvrijmetselarij, maar niet uitsluitend, worden gebruikt.
De Schotse Ritus van 1962 is ontdaan van de christelijke symboliek, in het bijzonder die symboliek die verwijst naar het bestaan van een Opperbouwmeester van het Heelal, het Boek der Heilige Wet of het bestaan van de ziel.

## Geschiedenis
De Schotse Ritus van 1962 is gebaseerd op de Aloude en Aangenomen Schotse Ritus, welke midden achttiende eeuw in Frankrijk is ontstaan. Via de Franse koloniën kwam zij in Amerika, waar zij vandaag de dag nog steeds zeer in zwang is. De eerste Opperraad in  Europa werd in 1804 in Frankrijk opgericht, van daaruit verspreidde de ritus zich naar andere Europese landen.
De Schotse Ritus van 1962 is specifiek Belgisch en ontstaan naar aanleiding van de problematiek van de Opperbouwmeester van het Heelal en de aanvaarding van een deïstische God en een bezielde mens die binnen de Belgische vrijmetselarij speelde. 
Tot 1959 onderhield de Opperraad voor België van de Aloude en Aangenomen Schotse Ritus, opgericht te Brussel in 1817, een nauwe band met het Grootoosten van België (G.O.B.). Ook onderhield zij wereldwijde vriendschapsrelaties met vrijwel alle andere korpsen die in deze ritus werken in andere landen. Op 4 december 1959 splitsten echter enkele loges zich af van het Grootoosten van België en vormden de Grootloge van België (G.L.B.) in een poging om als reguliere obedientie te worden erkend. Dit laatste geschiedde in 1965 toen de United Grand Lodge of Engeland de Grootloge van België erkende.
Als gevolg van deze gebeurtenissen kwam aan de historische verbintenis tussen de Opperraad voor België en het Grootoosten van België een einde, toen op 20 januari 1960 de Opperraad eenzijdig het vriendschapsverdrag opzegde. De Opperraad koos de zijde van de regulariteit en een nieuw en gelijkaardig vriendschapsverdrag werd gesloten tussen de G.L.B. en de Opperraad op 9 mei 1965. Vanaf dan werd er exclusief gerekruteerd uit de leden van de G.L.B. Vanaf 9 juli 1960 tot 31 december 1965 bestond nog de mogelijkheid om ook in bepaalde loges van het G.O.B. te rekruteren, terwijl andere loges van de G.O.B. op een zwarte lijst stonden waaruit niet mocht worden gerekruteerd. Voorbeelden hiervan waren De Zwijger te Gent, Les Vrais Amis te Gent, De Geuzen te Antwerpen en Le Libre Examen te Brussel.
Verschillende kapittels (maçonnieke werkplaatsen in de hogere graden van de Schotse Ritus) waren het echter niet eens met deze koers van de Opperraad voor België en splitsten zich af, zoals de kapittels Parfait Union te Bergen, Les Vaillants Chevaliers de l'Age d'Or te Antwerpen en L'Intérieur de Temple te Namen. Andere kapittels splitsten in twee groepen waardoor nieuwe onafhankelijke kapittels ontstonden waaronder Hou ende Trou te Antwerpen en L'Avenir et l'Industrie te Charleroi, naast de reeds bestaande kapittels.
Toen Georges Beernaerts op 26 juni 1960 grootmeester werd van het Grootoosten van België hield hij een opmerkelijke rede. Als gevolg hiervan werd een impuls gegeven tot de oprichting van een nieuw korps dat zou werken in de Aloude en Aangenomen Schotse Ritus.. Een werkgroep werd op 1 september 1960 in het leven geroepen die 22 werksessies hield en haar werkzaamheden beëindigde op 25 april 1961. Een voorlopige organisatie zag het levenslicht die de naam Alliance des Chapitres Souverains de Belgique droeg.
Op 9 december 1962 werd het Soeverein College van de Gerenoveerde Schotse Ritus voor België door de overblijvende 'irregulieren' opgericht, als afsplitsing van de Opperraad. De plechtige publicatie vond plaats op 24 februari 1963 in aanwezigheid van vertegenwoordigers van het G.O.B. en buitenlandse obediënties. Bij oprichting bestond het College uit acht kapittels, vier areopagi en één consistorie. De ritus werd bij deze gelegenheid eveneens aangepast, zij werd ontdaan van christelijke symboliek en kreeg de naam Schotse Ritus van 1962 of Gerenoveerde Schotse Ritus. 
Vanaf 11 december 1974 kreeg de obediëntie haar definitieve naam, het Soeverein College van de Schotse Ritus voor België (Souveraine Collège du Rite Ecossais pour la Belgique).  Haar werking beperkt zich - ook anno 2025 nog -  tot de leden van het Grootoosten van België. 